# Nautilo (sommergibile)
Il Nautilo è stato un sommergibile della Regia Marina, appartenente alla classe Tritone.

## Storia
Subì la sostituzione delle eliche a passo costante con quelle a passo variabile per via di serie problematiche che affliggevano il funzionamento delle prime. 
Nonostante fosse entrato formalmente in servizio nel giugno 1943, all'armistizio era completo ma ancora in allestimento e non in grado di prendere il mare per lunghi periodi. 
L'8 settembre da Monfalcone riuscì a portarsi a Venezia. Salpato disarmato dal porto l'11 seguente, assistette all'affondamento del cacciatorpediniere Quintino Sella da parte della motosilurante tedesca S 54. Tornato a Venezia a causa di alcune avarie, fu catturato dai tedeschi. 
Ribattezzato U. IT. 9 si spostò a Pola ma in quel porto, il 9 gennaio 1944, affondò nel corso di un bombardamento aereo. 
A fine guerra, con l'occupazione jugoslava di Pola, fu recuperato e, riparato, tornò in servizio nel 1949 con il nome Sava, per la Marina jugoslava; rimase in servizio sino al 1967 e fu demolito nel 1971. Fu radiato nel 1971 e comprato da un privato, che lo trasformò in una discoteca galleggiante chiamata "Yellow Submarine" e ormeggiata a Dubrovnik, in Croazia.